# سوسکچه‌های گل‌کاجی
سوسکچه‌های گل‌کاجی (نام علمی: Nemonychidae) خانواده‌ای از سوسکچه‌ها هستند. این  سوسک‌های گیاه‌خوار از گرده‌های چوب‌های نرم درخت کاج تغذیه می‌کنند.